# Długość korelacji
Długość korelacji – funkcja, charakterystyczna dla danego materiału, charakteryzująca wykładniczy zanik jakiejś wielkości fizycznej w przestrzeni
{\displaystyle f(r)\propto \exp \left(-{\frac {r}{\xi }}\right).}

## Przykłady występowania długości korelacji
- Dwupunktowa funkcja korelacji {\displaystyle G(r)} dla spinów

{\displaystyle G(r)\propto {\frac {1}{r^{d-2+\eta }}}\exp {\left({\frac {-r}{\xi }}\right)},}
gdzie:
{\displaystyle d} – wymiar,
{\displaystyle \eta } – wykładnik krytyczny,
{\displaystyle r} – odległość,
{\displaystyle \xi } – długość korelacji.
- Niech {\displaystyle P(r)} będzie prawdopodobieństwem przejścia pomiędzy dwoma wybranymi węzłami w modelu perkolacji, wtedy

{\displaystyle P(r)\propto \exp \left(-{\frac {r}{\xi }}\right).}